# Mławka (Iłowo-Osada)
Mławka ist ein Dorf in der polnischen Woiwodschaft Ermland-Masuren. Es gehört zur Gmina Iłowo-Osada (Landgemeinde Illowo) im Powiat Działdowski (Kreis Soldau).

## Geographische Lage
Mławka liegt im Südwesten der Woiwodschaft Ermland-Masuren unmittelbar an der Grenze zur Woiwodschaft Masowien, 15 Kilometer südöstlich der Kreisstadt Działdowo (deutsch Soldau i. Ostpr.) bzw. zwei Kilometer nordwestlich der masowischen Kreismetropole Mława (1942 bis 1945 Mielau). Durch den Ort zieht sich das Flüsschen Mławka, das hier den Zalew Ruda durchfließt.

## Geschichte
Mławkas Ursprünge reichen bis 1413 zurück. 1578 war es ein königlich-polnisches Dorf, das zur Stadt Mława (Starostei) gehörte. Kam es Ende des 18. Jahrhunderts unter preußische Herrschaft, wurde es 1815 bereits wieder dem Königreich Polen angegliedert.
Bis zum Ende des 20. Jahrhunderts war Mławka ein Stadtteil von Mława und der Woiwodschaft Ciechanów. Seit Beginn des 21. Jahrhunderts gehört das Dorf zur Woiwodschaft Ermland-Masuren und ist in die Gmina Iłowo-Osada (Landgemeinde Illowo) im Powiat Działdowski (Kreis Soldau) eingegliedert. Die Zahl der Einwohner belief sich im Jahre 2011 auf 173.

## Kirche
Vor 1945 war Mławka kirchlich zur Stadt Mława ausgerichtet. Katholischerseits ist diese Ausrichtung geblieben, evangelischerseits gehört das Dorf jetzt zur Erlöserkirche Działdowo (Soldau) in der Diözese Masuren der Evangelisch-Augsburgischen Kirche in Polen.

## Kriegsgräberstätte Mławka

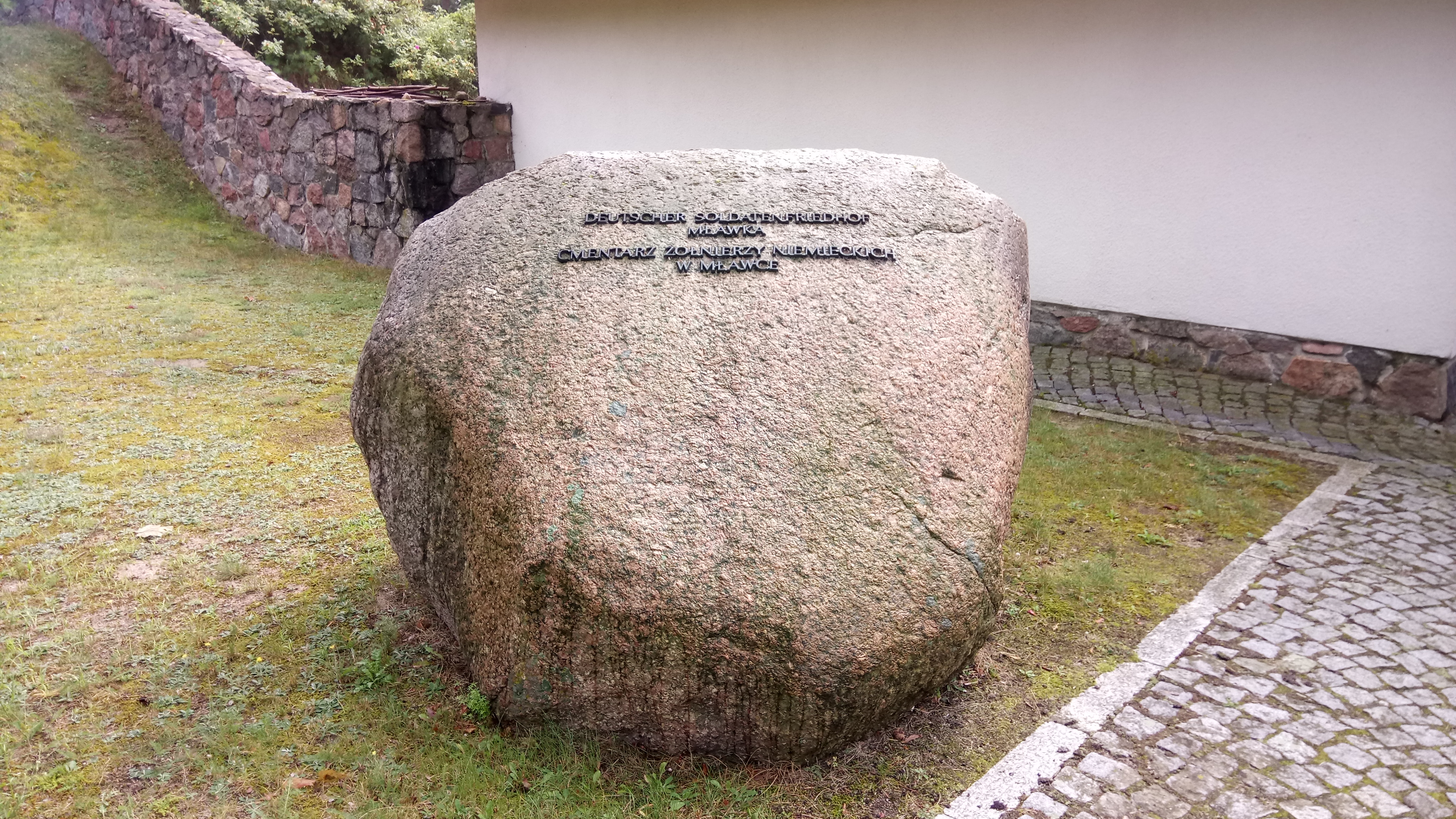
Stein am Eingang zur Kriegsgräberstätte

In den Jahren 1940 bis 1944 ließ die deutsche Wehrmacht unter Einbeziehung polnischer Zwangsarbeiter für die Soldaten des Überfalls auf Polen eine Kriegsgräberstätte bei Mławka anlegen. Er befindet sich nordwestlich der Stadt Mława unweit des Dörfchens Mławka etwa 300 Meter westlich der Woiwodschaftsstraße 544.

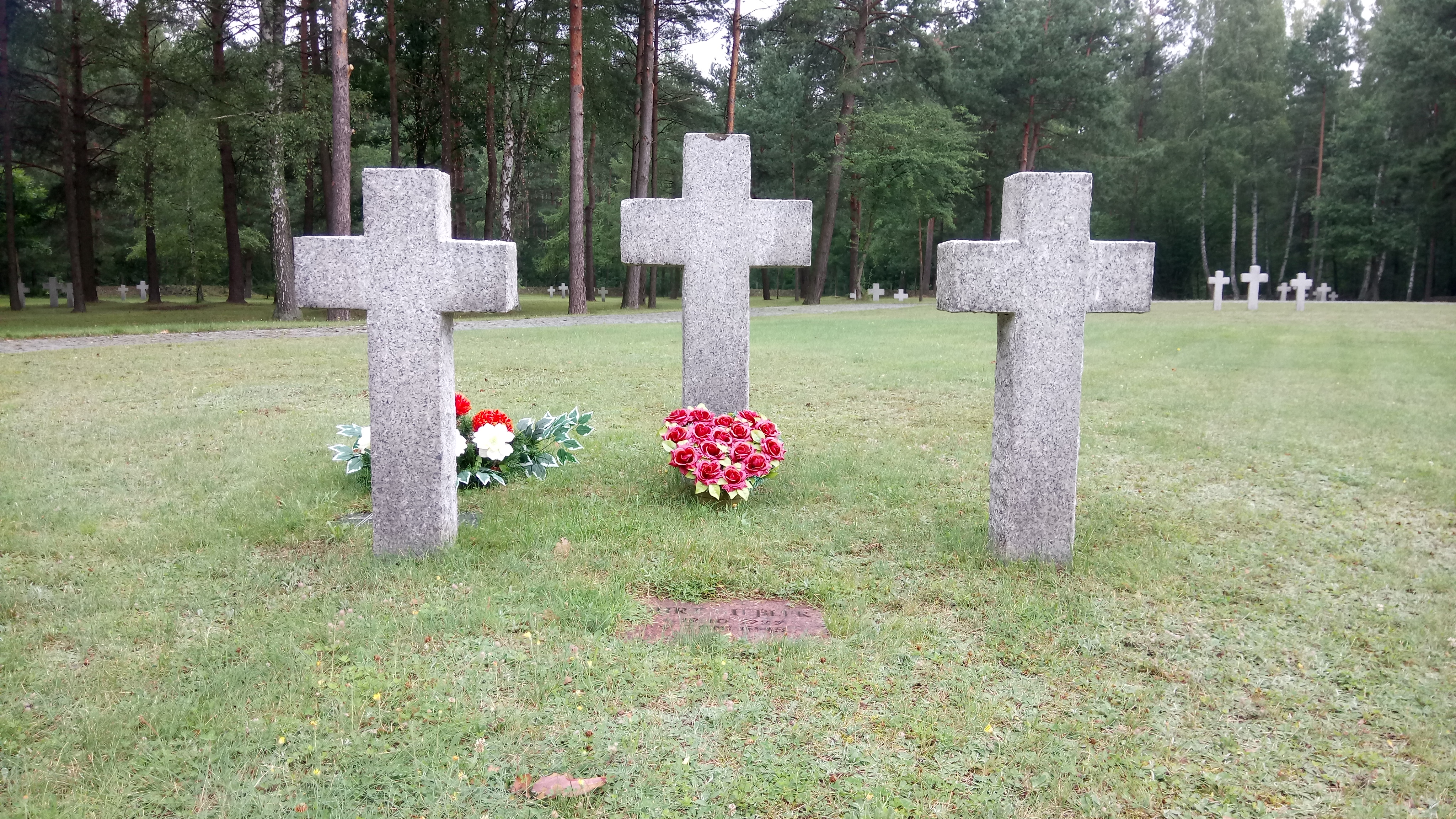
Symbolkreuzgruppe auf einem Grabfeld

Der Friedhof ist in U-Form gestaltet und hat eine Fläche von 2,7 Hektar. Hier wurde eine nicht genau bekannte Anzahl Gefallener des Ersten Weltkrieges auf einer besonders gekennzeichneten Stelle bestattet. Außerdem erhielten hier 1.300 Gefallene des Zweiten Weltkrieges ihre Ruhestätten. Und von Friedhöfen der Umgebung bettete man 8.500 gefallene Soldaten nach hier um. Nach wie vor ist der Friedhof in drei Teilflächen aufgegliedert. Auf den Gräberfeldern befinden sich Symbolkreuzgruppen aus Granit. Am Gedenkplatz sind Stelen mit den Namen der hier Ruhenden aufgestellt. Die Einweihung der Kriegsgräberstätte fand am 5. Oktober 1996 statt.

## Verkehr

### Straße
Mławka liegt an der verkehrsreichen Woiwodschaftsstraße 544, die die Woiwodschaften Kujawien-Pommern, Ermland-Masuren und Masowien miteinander verbindet und bei Mława Anschluss an die – zur Zeit hier noch im Ausbau begriffene – Schnellstraße 7 Danzig–Warschau herstellt.

### Schiene
Mławka war namensgebend bei der Marienburg-Mlawkaer Eisenbahn dabei, die 1876 die Bahnstrecke von Marienburg (polnisch Malbork) bis nach Soldau (Działdowo) – Teilabschnitt der späteren Bahnstrecke Danzig–Warschau – eröffnete und 1877 bis zum Grenzort Mławka fortsetzte, aber – weil Mławka über keine eigene Bahnstation verfügte – weiter nach Mława führte.